# Okręg Saint-Lô
Okręg Saint-Lô (fr. Arrondissement de Saint-Lô) – okręg w północnej Francji. Populacja wynosi 99 600.

## Podział administracyjny
W skład okręgu wchodzą następujące kantony:
- Canisy,
- Carentan,
- Marigny,
- Percy,
- Saint-Clair-sur-l'Elle,
- Saint-Jean-de-Daye,
- Saint-Lô-Est,
- Saint-Lô-Ouest,
- Tessy-sur-Vire,
- Torigni-sur-Vire,
- Villedieu-les-Poêles.